# Península de Busen
La península de Busen también conocida como cabo de Busen o punta Busen es una pequeña península o punta que forma el lado sureste de la entrada a la bahía Stromness en la costa norte-central de la isla San Pedro.
Dicha isla forma parte del archipiélago de las Georgias del Sur, considerado por la Organización de las Naciones Unidas (ONU) como un territorio en litigio de soberanía entre el Reino Unido —que lo administra como parte de un territorio británico de ultramar— y la República Argentina, que reclama su devolución, y lo incluye en el departamento Islas del Atlántico Sur de la provincia de Tierra del Fuego, Antártida e Islas del Atlántico Sur.
La península se encuentra más precisamente al oeste de la bahía Artuso y separa a la bahía de Stromness de la bahía de Cumberland, ubicándose en las coordenadas 54°9′S 36°33′O / -54.150, -36.550.
Fue descubierta en el siglo XVII, pero fue nombrada por primera vez en el siglo XX por exploradores británicos.